# Société d'histoire de la pharmacie
La Société d'histoire de la pharmacie est une société savante française créée en 1913. Elle est notamment l'éditeur de la revue d'histoire de la pharmacie.

## Histoire
Sous l'impulsion de Eugène-Humbert Guitard, Charles Buchet et Paul Dorveaux, soixante-dix fondateurs se réunirent le 1er février 1913 pour créer la Société d'Histoire de la Pharmacie. Léon Guignard était président d'honneur lors de cette séance.
Le 1er juillet 1966 elle est reconnue d'utilité publique.

## Liste des présidents
| Identité                            | Période | Période  | Durée  |
| Identité                            | Début   | Fin      | Durée  |
| ----------------------------------- | ------- | -------- | ------ |
| Henri Gautier (d)                   | 1913    | 1920     | 7 ans  |
| Charles Buchet (d) (1848 - 1933)    | 1920    | 1928     | 8 ans  |
| Maxime Radais (1861 - 1959)         | 1929    | 1945     | 16 ans |
| Maurice Bouvet (d) (1885 - 1964)    | 1945    | 1964     | 19 ans |
| Guillaume Valette (d) (1902 - 1982) | 1964    | 1982     | 18 ans |
| Georges Dillemann (1903 - 1999)     | 1982    | 1988     | 6 ans  |
| Henri Bonnemain (1911 - 2006)       | 1988    | 1990     | 2 ans  |
| Jean Flahaut (1922 - 2015)          | 1991    | 1996     | 5 ans  |
| Christian Warolin (1921 - 2018)     | 1997    | 2003     | 6 ans  |
| Olivier Lafont (d) (né en 1945)     | 2004    | 2021     | 17 ans |
| Bruno Bonnemain (d) (né en 1951)    | 2021    | En cours | 4 ans  |

## Missions et moyens d'action
La Société d'histoire de la pharmacie a pour but l’étude de tout ce qui intéresse le passé des sciences, de l’art et de la profession pharmaceutiques ainsi que la conservation des manuscrits, ouvrages, monuments et objets qui s’y rattachent, soit au moyen de démarches tendant à éviter leur destruction ou leur détérioration, soit par la constitution de collections, notamment d’une bibliothèque et d’un musée.

### Prix Maurice Bouvet et Henri Bonnemain
La Société d'histoire de la pharmacie dote, à parts égales avec la famille Bonnemain, un prix destiné à récompenser l'auteur d’une thèse ou d'un travail relatif à l'histoire de la pharmacie, rédigé en langue française et publié préférentiellement depuis moins de deux ans. À équivalence de mérite, la préférence est donnée à un candidat titulaire du diplôme d'État de docteur en pharmacie ou d’un diplôme équivalent de l’Union européenne. Ce prix est décerné annuellement par l'Académie nationale de pharmacie.

#### Liste des lauréats du prix de thèse Maurice Bouvet et Henri Bonnemain
| Année | Auteur              | Titre |
| ----- | ------------------- | --- |
| 2021  | Nanno Bolt          | Les Apothicaires en Bourgogne médiévale (1200-1600) |
| 2020  | Aurélien Berdot     | 100 ans d'histoire de la pratique officinale racontés au travers d'un ordonnancier datant de 1918                                                                            |
| 2019  | Bastien Delattre    | Contribution à l'histoire de l'UFR des Sciences Pharmaceutiques et Biologiques de Nantes : l'École de plein exercice pendant la Première Guerre Mondiale                     |
| 2018  | Isabelle Bucquet    | La pharmacopée de l'Égypte pharaonique : une étude du papyrus du Louvre. E32847                                                                                              |
| 2018  | Florentin Normand   | Une édition commentée du texte en moyen français du livre 2 à Almansor de Rhazès conservé dans les manuscrits Fr.19 994 et NAF 11 649 de la bibliothèque nationale de France |
| 2017  | Anthony Sun         | Le vocabulaire fondamental de la pharmacie au sein de systèmes sociolinguistiques historiquement et géographiquement divers                                                  |
| 2016  | Quentin Gravier     | La distribution des remèdes du Roi dans la Généralité de Rouen de 1750 à 1789 : organisation du système et évaluation de l’efficacité de ce réseau de soins                  |
| 2016  | Sophie Jacqueline   | Étude pharmaco-archéologique des baumes de momification en Égypte ancienne                                                                                                   |
| 2015  | Florence Sirot      | Fonction, lieu et produit officinaux à travers les dictionnaires de langue française                                                                                         |
| 2015  | Nina Corlay         | La collection de drogues végétales de l'île de la Réunion du musée François Tillequin : histoire de la collection et étude de la pharmacopée traditionnelle réunionnaise     |
| 2014  | Clotilde Maisonnier | De la pharmacie Lhopitallier au musée Carnavalet |
| 2013  | Nicolas Sueur       | La Pharmacie centrale de France : une coopérative au service d’un groupe professionnel. 1852-1979                                                                            |

### Médaille Parmentier
La Médaille Parmentier est une distinction créée, en 2013, par la Société d'histoire de la pharmacie à l'occasion du centenaire de cette la société et du bicentenaire du décès d'Antoine Parmentier. Elle récompense une carrière d'excellence, de niveau international, dans le domaine de l'histoire de la pharmacie.

#### Liste des récipiendaires de la Médaille Parmentier
| Année | Nom                |
| ----- | ------------------ |
| 2021  | Guy Devaux         |
| 2015  | Christian Warolin  |
| 2015  | Pierre Bachoffner  |
| 2013  | François Ledermann |

### Actions de mécénat
En 2021, la société a participé au financement de la restauration de la tombe de Louis-Nicolas Vauquelin située à Saint-André-d'Hébertot. Elle a également soutenu le projet de rapatriement du buste en marbre du professeur Albert Goris. La société a aussi participé à la remise en état de la "Pagode", meuble central hérité de l’exposition universelle de 1889 du musée François Tillequin situé dans la faculté de pharmacie de Paris, financement poursuivi pour l'année 2022.

## Diplôme d'université d'histoire de la pharmacie
Créé en 2016, la Société d'histoire de la pharmacie participe activement au diplôme d'université d'histoire de la pharmacie, délivré par la faculté de pharmacie de Paris . L'objectif de cette formation est de proposer un enseignement d'histoire de la pharmacie avec une présentation des principaux thèmes de l’histoire de la pharmacie (les sources, l'histoire des apothicaires, les origines de la science, la chimie, etc.) ainsi que des événements marquants de l'évolution des médicaments et des actions de pharmaciens célèbres. La coordination pédagogique du DU est assuré par Olivier Lafont, ancien président de la société et plusieurs de ses membres y sont intervenants.